# Латвийский путь
Латви́йский путь (латыш. Latvijas Ceļš) — либеральная политическая партия в Латвии, основана 25 сентября 1993 года. У власти с 1993 по 2002 г. и с 2006 г. Последний лидер — экс-премьер Иварс Годманис. Состояла в Либеральном интернационале. 
Представители партии возглавляли правительство Латвии в 1993—1994 годах (Валдис Биркавс), 1994—1995 годах (Марис Гайлис), 1998—1999 годах (Вилис Криштопанс), 2000—2002 годах (Андрис Берзиньш), Сейм Латвии в 1993—1995 годах (Анатолий Горбунов). 
На апрель 2007 г. у партии было 3 депутата Сейма, 1 министр (Иварс Годманис, МВД), 1 депутат Европарламента (Георгс Андреевс) во фракции ALDE, 0 депутатов Рижской думы, мэр второго по количеству жителей города Латвии Даугавпилса.
В 2007 г. партия объединилась с христианско-демократической ЛПП, образовав партию ЛПП/ЛЦ.
Среди основателей этой партии были Улдис Осис и Анатолий Горбунов.

## Статистика выборов

### Выборы Сейма
| Выборы                                        | Голосов | Процентов | Мандатов            |
| --------------------------------------------- | ------- | --------- | ------------------- |
| Выборы Пятого Сейма (1993)                    | 362 473 | 32,41%    | 36                  |
| Выборы Шестого Сейма (1995)                   | 139 929 | 14,65%    | 17                  |
| Выборы Седьмого Сейма (1998)                  | 173 420 | 18,05%    | 21                  |
| Выборы Восьмого Сейма (2002)                  | 48 430  | 4,87%     | 0                   |
| Выборы Девятого Сейма (2006, совместно с ЛПП) | 77 869  | 8,58%     | 10 (из них 5 у ЛПП) |

### Выборы Европарламента
| Выборы                               | Голосов | Процентов | Мандатов |
| ------------------------------------ | ------- | --------- | -------- |
| Выборы Шестого Европарламента (2004) | 37 724  | 6,55%     | 1        |

### Выборы Рижской думы
| Выборы | Голосов | Процентов | Мандатов |
| ------ | ------- | --------- | -------- |
| 1994   | .       | .         | 2        |
| 1997   | .       | 14,15%    | 9        |
| 2001   | 18 760  | 8,80%     | 5        |
| 2005   | 6 303   | 3,11%     | 0        |